# 우잉제 (정치인)
우잉제(중국어 간체자: 吴英杰; 1956년 12월 출생)는 티베트를 기반으로 활동하는 중국의 정치인으로, 이전에는 티베트의 최고 책임자인 티베트 자치구 당위원회 서기를 역임했다. 원래 산둥성 출신이지만, 우잉제는 티베트에서 성장하여 평생 이 지역에서 일했다. 2011년 티베트 부서기가 되었고 약 5년 동안 이 직책을 맡은 후 당 대표로 승진했다.

## 전기
우잉제는 산둥성 창이시에서 태어났다. 그의 아버지는 그가 한 살 때 티베트고원에 직장을 배정받아 가족과 함께 이 지역으로 이주했다. 1974년 10월 문화대혁명 기간 동안 하향 지식 청년으로 린즈시에 도착했다. 우잉제는 티베트 민족대학교를 졸업하고 중국공산당 중앙당교에서 리더십 교육을 받았다. 1977년 라싸 서부 교외의 발전소에서 일하기 시작했다. 1983년 8월 티베트 자치구 교육부에 합류했다. 그는 다음 20년 동안 교육 분야에서 일했다. 1987년에는 지역 공무원으로 초등 및 중등 교육을 감독하기 시작했다. 1990년에는 전국 각지에서 교육 자원 기부를 받는 일을 담당했다. 1994년에는 자치구 교육 위원회에 합류하여 1998년 5월 부비서로 승진했다. 2000년 3월 교육부 부부장으로 임명되었고, 2000년에 부장으로 승진했다.
2003년 1월, 우잉제는 티베트 자치구 부주석으로 임명되었고, 2005년 6월에는 지역 선전 담당으로 일했으며 다음 달에는 지역 당 상임위원회에 합류했다. 2006년 11월에는 티베트 자치구 상무 부주석이 되었다.
2011년 11월, 그는 지역 당 부서기로 임명되었다. 2013년 4월에는 상무 부서기로 임명되었다. 2016년 8월, 그는 티베트 자치구 당위원회 서기가 되었다. 우잉제는 부서기 직책에서 당위원회 서기 직책으로 곧바로 승진했는데, 이는 티베트 자치구 당위원회 서기가 중국의 다른 지역에서 임명되는 전통을 깬 것이다.
2021년 10월 23일, 그는 전국인민대표대회 교육과학문화위생위원회 부주임으로 임명되었다. 2023년 3월, 우잉제는 중국인민정치협상회의 제14기 전국위원회 상무위원 겸 문화문사학습위원회 주임으로 선출되었다.

### 제재
2022년 12월, 미국 재무부는 티베트에서의 인권 침해에 대해 글로벌 매그니츠키법에 따라 우잉제를 제재했다.
2024년 12월 11일 세계 인권의 날, 캐나다 외교부 장관 멜라니 졸리는 우잉제와 심각한 인권 침해에 연루된 신장과 티베트의 다른 7명의 정부 관료에 대한 캐나다의 제재를 발표했다.

### 몰락
2024년 6월 16일, 우잉제는 당의 내부 기율 기관인 중국공산당 중앙기율검사위원회(CCDI)와 중국 최고 반부패 기관인 국가감찰위원회로부터 "심각한 법규 위반" 혐의를 받았다. 7월 24일, 중국인민정치협상회의 제14기 전국위원회 상무위원회 제8차 회의는 우잉제를 위원회 위원 및 문화문사학습위원회 주임에서 해임하기로 결정했다. 그에 대한 조사를 통해 그가 '당의 정책'을 이행하지 않고 개인적인 이득을 위해 지역 사업에 개입한 것이 밝혀진 후 공산당에서 제명되었다. 12월 24일, 중화인민공화국 최고인민검찰원은 그의 체포를 발표했다.